# Ontario, Oregon
Ontario là thành phố lớn nhất trong Quận Malheur, tiểu bang Oregon, Hoa Kỳ. Thành phố nằm dọc theo Sông Snake giáp biên giới với Idaho. Theo Điều tra Dân số Hoa Kỳ năm 2000, thành phố có 10.985 dân. Ước tính dân số năm 2006 là 11.245 người. Thành phố là cộng đồng lớn nhất ở khu vực viễn đông Oregon, cũng gọi là Tây Thung lũng Treasure.
Ontario là thành phố chính của Vùng thống kê tiểu đô thị Ontario, Oregon-Idaho. Vùng thống kê tiểu đô thị bao gồm Quận Malheur ở Oregon và Quận Payette ở Idaho.
Ontario nằm ở khoảng giữa từ Portland đến Salt Lake City. Nó là thành phố của Oregon nằm gần biên giới nhất với tiểu bang Idaho dọc theo Xa lộ liên tiểu bang 84. Khẩu hiệu của thành phố là "Nơi Oregon bắt đầu".

## Lịch sử
Ontario được thành lập vào ngày 11 tháng 6 năm 1883 bởi các nhà phát triển William Morfitt, Mary Richardson, Daniel Smith, và James Virtue, vì dự đoán một đường sắt đi ngang qua vùng này của tiểu bang. Nó được đặt tên theo tỉnh nhà của Virtue là tỉnh bang Ontario ở Canada.
Ontario được tổ chức có chính quyền thành phố năm 1896.

## Địa lý
Ontario có cao độ là 2.150 ft trên mặt biển.
Theo Cục Điều tra Dân số Hoa Kỳ, thành phố có tổng diện tích là 11,6 km² (4,5 mi²), tất cả đều là đất.

## Thành phố kết nghĩa
Ontario có một thành phố kết nghĩa :
- Sayama, Nhật Bản